# Дивеке
Дивеке Зигбриттсдаттер (Сигбритсдаттер) или Дейвеке Вилломсдаттер (дат. Dyveke Sigbrittsdatter, нидерл. Duveke Sigbritsdochter или дат. Dyveke Villomsdatter; 1490 или 1488, Амстердам, графство Голландия — 21 сентября 1517, Копенгаген) — возлюбленная датского короля Кристиана II. Дивеке в буквальном переводе с датского, означает — голубка.

## Биография
Дивеке родилась в 1490 году в городе Амстердаме в купеческой семье. Мать её, Сигбрит Виллумс, переселилась после смерти мужа в Берген в Норвегии. Здесь Кристиан познакомился с юной Дивеке и взял её с собой в Осло, а после своего восшествия на престол (1513) в Копенгаген, и их отношения не изменились даже после женитьбы короля на Изабелле Габсбургской, сестре Карла V. Это создало напряженность между ним и его зятем и в 1516 году Карл V потребовал, чтобы Дивеке и её мать были сосланы, но Кристиан отказался наотрез.
Матери своей возлюбленной король предоставил почти безграничное влияние на дела государства, что вызвало большое неудовольствие местного дворянства. Неизвестно, имела ли сама Дивеке какое-либо политическое влияние на короля или ей было достаточно его любви.

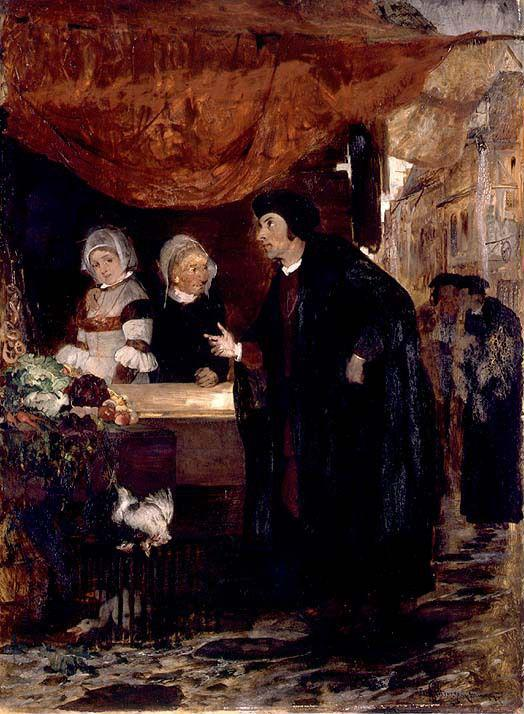
Архиепископ Норвегии Эрик Валкендорф встречает Сигбрит Виллумс и Дивеке в Бергене (1507)
(художник Эйлиф Петерссен)

21 сентября 1517 года Дивеке внезапно умерла (предположительно, съев отравленную вишню); Сигбрит, однако, сохранила своё влияние, и характер короля выступил теперь во всей своей дикости. Первой жертвой был молодой дворянин Торбен Оксе, настойчиво, но тщетно добивавшийся руки Дивеке и обвинённый в её отравлении.
Мать Дивеке Сигбрит сперва стала финансовым советником Кристиана II. После 1523 года о ней ничего не известно, хотя одно предположение гласит, что она была заключена в тюрьму за колдовство и умерла в 1532 году.
Судьба красивой, несчастной Дивеке многократно служила темой драматургам и романистам. Более известна часто дававшаяся трагедия «Dyveke», написанная в конце XVIII века датским поэтом Самсее, Оле Иоанн; монография Мюнха в его «Biographisch-histor. Studien»; новеллы Шефера и Тромлица (Вицлебена); исторические романы Хауха («Wilhelm Zabern») и Иды Фрик «Sybrecht Willms»); трагедия Маргграфа («Täubchen von Amsterdam») и Рикгофа (нем. Friedrich Reinhold von Rieckhoff; «Dyveke»); драма Мозенталя («Dyveke»).